# Лендманн
Лендманн (др.-сканд. lendr maðr) — титул в средневековой Норвегии. Лендманн был самым высоким рангом, которого можно было достичь в королевской семье норвежского короля. Лендманн стоял ниже только графов и королей.
Термин "maðr" впервые упоминается в поэзии скальдов времён правления короля Олаф II Святого в начале XI века. Лендманны были обязаны нести военную и полицейскую службу в своих округах. Король Магнус VI Законодатель отменил титул лендманна, заменив его титулом барона. В 1308 году Хакон V Святой отменил титул барона.
Лендманну разрешалось содержать свиту из сорока человек без специального разрешения короля.
Термин "Лендманн" путают с термином "Ленсман", использовавшийся для обозначения полицейского чина в сельских местностях Финляндии, Норвегии и Швеции, аналогичный по положению становому приставу в дореволюционной России, однако эти два термина не связаны.